# Saint-Clément-des-Levées
Saint-Clément-des-Levées és un municipi francès situat al departament de Maine i Loira i a la regió de País del Loira. L'any 2007 tenia 1.149 habitants.

## Demografia

### Població
El 2007 la població de fet de Saint-Clément-des-Levées era de 1.149 persones. Hi havia 462 famílies de les quals 103 eren unipersonals (37 homes vivint sols i 66 dones vivint soles), 153 parelles sense fills, 161 parelles amb fills i 45 famílies monoparentals amb fills.
La població ha evolucionat segons el següent gràfic:
Habitants censats

### Habitatges
El 2007 hi havia 543 habitatges, 463 eren l'habitatge principal de la família, 54 eren segones residències i 26 estaven desocupats. 525 eren cases i 17 eren apartaments. Dels 463 habitatges principals, 337 estaven ocupats pels seus propietaris, 122 estaven llogats i ocupats pels llogaters i 4 estaven cedits a títol gratuït; 6 tenien una cambra, 20 en tenien dues, 85 en tenien tres, 141 en tenien quatre i 212 en tenien cinc o més. 372 habitatges disposaven pel capbaix d'una plaça de pàrquing. A 217 habitatges hi havia un automòbil i a 213 n'hi havia dos o més.

### Piràmide de població
La piràmide de població per edats i sexe el 2009 era:
| Homes | Edats   | Dones |
| ----- | ------- | ----- |
| 0     | 95 o +  | 0     |
| 0     | 90 a 94 | 0     |
| 8     | 85 a 89 | 0     |
| 0     | 80 a 84 | 12    |
| 40    | 75 a 79 | 32    |
| 32    | 70 a 74 | 28    |
| 28    | 65 a 69 | 28    |
| 16    | 60 a 64 | 28    |
| 16    | 55 a 59 | 16    |
| 40    | 50 a 54 | 12    |
| 24    | 45 a 49 | 60    |
| 36    | 40 a 44 | 44    |
| 44    | 35 a 39 | 24    |
| 44    | 30 a 34 | 36    |
| 44    | 25 a 29 | 32    |
| 16    | 20 a 24 | 20    |
| 44    | 15 a 19 | 36    |
| 32    | 10 a 14 | 40    |
| 36    | 5 a 9   | 24    |
| 28    | 0 a 4   | 12    |

## Economia
El 2007 la població en edat de treballar era de 725 persones, 554 eren actives i 171 eren inactives. De les 554 persones actives 493 estaven ocupades (268 homes i 225 dones) i 61 estaven aturades (30 homes i 31 dones). De les 171 persones inactives 58 estaven jubilades, 53 estaven estudiant i 60 estaven classificades com a «altres inactius».

### Ingressos
El 2009 a Saint-Clément-des-Levées hi havia 458 unitats fiscals que integraven 1.163 persones, la mediana anual d'ingressos fiscals per persona era de 16.045 €.

### Activitats econòmiques
Dels 41 establiments que hi havia el 2007, 3 eren d'empreses alimentàries, 4 d'empreses de fabricació d'altres productes industrials, 12 d'empreses de construcció, 10 d'empreses de comerç i reparació d'automòbils, 1 d'una empresa de transport, 2 d'empreses d'hostatgeria i restauració, 1 d'una empresa financera, 2 d'empreses de serveis, 2 d'entitats de l'administració pública i 4 d'empreses classificades com a «altres activitats de serveis».
Dels 17 establiments de servei als particulars que hi havia el 2009, 1 era un taller de reparació d'automòbils i de material agrícola, 3 paletes, 3 guixaires pintors, 2 fusteries, 3 lampisteries, 1 empresa de construcció, 2 perruqueries, 1 restaurant i 1 saló de bellesa.
Dels 3 establiments comercials que hi havia el 2009, 2 eren fleques i 1 una botiga d'equipament de la llar.
L'any 2000 a Saint-Clément-des-Levées hi havia 15 explotacions agrícoles que ocupaven un total de 506 hectàrees.

## Equipaments sanitaris i escolars
El 2009 hi havia una escola elemental.

## Poblacions més properes
El següent diagrama mostra les poblacions més properes.